# Cynipinae
Sous-famille
Les Cynipinae sont une sous-famille d'insectes hyménoptères.

## Liste destribus
Selon ITIS :
- tribu Aylacini Ashmead, 1903
- tribu Cynipini Latreille, 1802
- tribu Diplolepidini Latreille, 1802
- tribu Eschatocerini Ashmead, 1903
- tribu Pediaspidini Ashmead, 1903
- tribu Synergini Ashmead, 1896